# France en Coupe du monde de baseball
L'Équipe de France de baseball senior a participé à trois Coupes du monde de baseball sur les trente-huit disputées depuis la création de l'événement en 1938. 
Pour ses trois apparitions en 1994, 2001 et 2003, la France compte 21 matchs pour autant de défaites.

## Coupe du monde 1994
Pour sa première apparition à la Coupe du monde qui se tient du 3 au 14 août 1994 au Nicaragua, la France fait partie du Groupe A en compagnie de l'Australie, la Colombie, Cuba, l'Italie, le Nicaragua, la République dominicaine et Taïwan.
C'est l'un des quatre représentants européens du tournoi avec l'Italie, la Suède et les Pays-Bas.

### Rencontres
En 7 rencontres disputées, la France marque 10 points et en encaisse 80, soit 11.42 par match pour un bilan de 0-7. Elle n'est pas qualifiée pour le second tour et termine le tournoi en seizième et dernière position. C'est la seule équipe à ne pas remporter de match au cours de la compétition.
| Date   | Heure | Stade   | Recevant | Visiteur               | Score  | Notes     |
| ------ | ----- | ------- | -------- | ---------------------- | ------ | --------- |
| 3 août | 13.00 | Granada | France   | Cuba                   | 1 - 24 | 7 manches |
| 4 août | 10.00 | Masaya  | Taiwan   | France                 | 10 - 0 | 7 manches |
| 5 août | 14.00 | Granada | Colombie | France                 | 5 - 0  |           |
| 6 août | 14.00 | Granada | France   | Australie              | 4 - 14 | 8 manches |
| 7 août | 15.00 | Masaya  | France   | République Dominicaine | 0 - 8  |           |
| 8 août | 14.00 | Granada | France   | Italie                 | 5 - 15 | 7 manches |
| 9 août | 15.00 | Managua | France   | Nicaragua              | 0 - 4  |           |

Cuba remporte le titre face à la Corée du Sud.

## Coupe du monde 2001
Pour sa deuxième apparition en Coupe du monde du 6 au 18 novembre 2001 à Taïwan, la France fait de nouveau partie du Groupe A en compagnie de l'Afrique du Sud, la Corée du Sud, les États-Unis, l'Italie, le Nicaragua, la République dominicaine et Taïwan.
C'est l'un des quatre représentants européens du tournoi avec l'Italie, la Russie et les Pays-Bas.

### Rencontres
En 7 rencontres disputées, la France marque 7 points et en encaisse 58, soit 8.28 par match pour un bilan de 0-7. Elle rate de peu sa première victoire en Coupe du monde avec une défaite 4-3 en prolongations face à l'Afrique du Sud. Elle n'est pas qualifiée pour le second tour et termine le tournoi en dernière position à égalité avec les Philippines. Ce sont les seules équipes à ne pas remporter de match au cours de la compétition.
| Date        | Heure | Stade     | Recevant       | Visiteur               | Score  | Notes      |
| ----------- | ----- | --------- | -------------- | ---------------------- | ------ | ---------- |
| 7 novembre  | 12h00 | Kaohsiung | France         | Nicaragua              | 1 - 5  |            |
| 8 novembre  | 12h00 | Chia-Yi   | Taiwan         | France                 | 10 - 0 | 7 manches  |
| 9 novembre  | 12h00 | Chia-Yi   | France         | République Dominicaine | 1 - 3  |            |
| 10 novembre | 18h00 | Kaohsiung | Corée du Sud   | France                 | 14 - 1 | 7 manches  |
| 11 novembre | 12h00 | Kaohsiung | Italie         | France                 | 5 - 1  |            |
| 13 novembre | 12h00 | Kaohsiung | Afrique du Sud | France                 | 4 - 3  | 13 manches |
| 14 novembre | 12h00 | Kaohsiung | France         | États-Unis             | 0 - 17 | 7 manches  |

Cuba remporte le titre face à la États-Unis.

## Coupe du monde 2003
Pour sa dernière apparition en Coupe du monde du 12 au 25 octobre 2003 à Cuba, la France fait partie du Groupe B en compagnie du Brésil, la Chine, les États-Unis, le Japon, le Mexique, le Panama et les Pays-Bas.
C'est l'un des quatre représentants européens du tournoi avec l'Italie, la Russie et les Pays-Bas.

### Rencontres
En 7 rencontres disputées, la France marque 13 points et en encaisse 91, soit 13 par match pour un bilan de 0-7. Elle n'est pas qualifiée pour le second tour et termine le tournoi en dernière position. C'est la seule équipe à ne pas remporter de match au cours de la compétition. Assez paradoxalement, alors que la France réalise sa pire prestation en Coupe du monde avec seulement deux matchs arrivés au terme des 9 manches réglementaires (l'un se termine en prolongations), Jamel Boutagra est 2e meilleur batteur du tournoi, une prestation qui lui vaut un mérite exceptionnel de la part de la Fédération française de baseball et softball.
| Date       | Heure | Stade    | Recevant   | Visiteur | Score  | Notes      |
| ---------- | ----- | -------- | ---------- | -------- | ------ | ---------- |
| 13 octobre | 20h00 | Santiago | Chine      | France   | 6 - 5  | 11 manches |
| 14 octobre | 20.00 | Santiago | France     | Japon    | 0 - 18 | 7 manches  |
| 15 octobre | 14.00 | Santiago | Pays-Bas   | France   | 12 - 0 | 7 manches  |
| 17 octobre | 14.00 | Holguin  | États-Unis | France   | 14 - 2 | 7 manches  |
| 18 octobre | 14.00 | Holguin  | France     | Mexique  | 0 - 15 | 7 manches  |
| 19 octobre | 14.00 | Holguin  | France     | Brésil   | 4 - 7  |            |
| 20 octobre | 20.00 | Holguin  | Panama     | France   | 19 - 2 | 7 manches  |

Les États-Unis remportent le titre face au Nicaragua.